# Sylvilagus cognatus
Sylvilagus cognatus är en däggdjursart som beskrevs av Nelson 1907. Sylvilagus cognatus ingår i släktet bomullssvanskaniner, och familjen harar och kaniner. IUCN kategoriserar arten globalt som otillräckligt studerad. Inga underarter finns listade i Catalogue of Life.
Denna bomullssvanskanin förekommer bara i bergstrakten Manzano Mountains i New Mexico, USA. Den vistas i regioner som är upp till 2880 meter höga. I utbredningsområdet finns främst barrskog. Kanske lever arten även i andra habitat.